# Heinrich Eberhard Gottlob Paulus

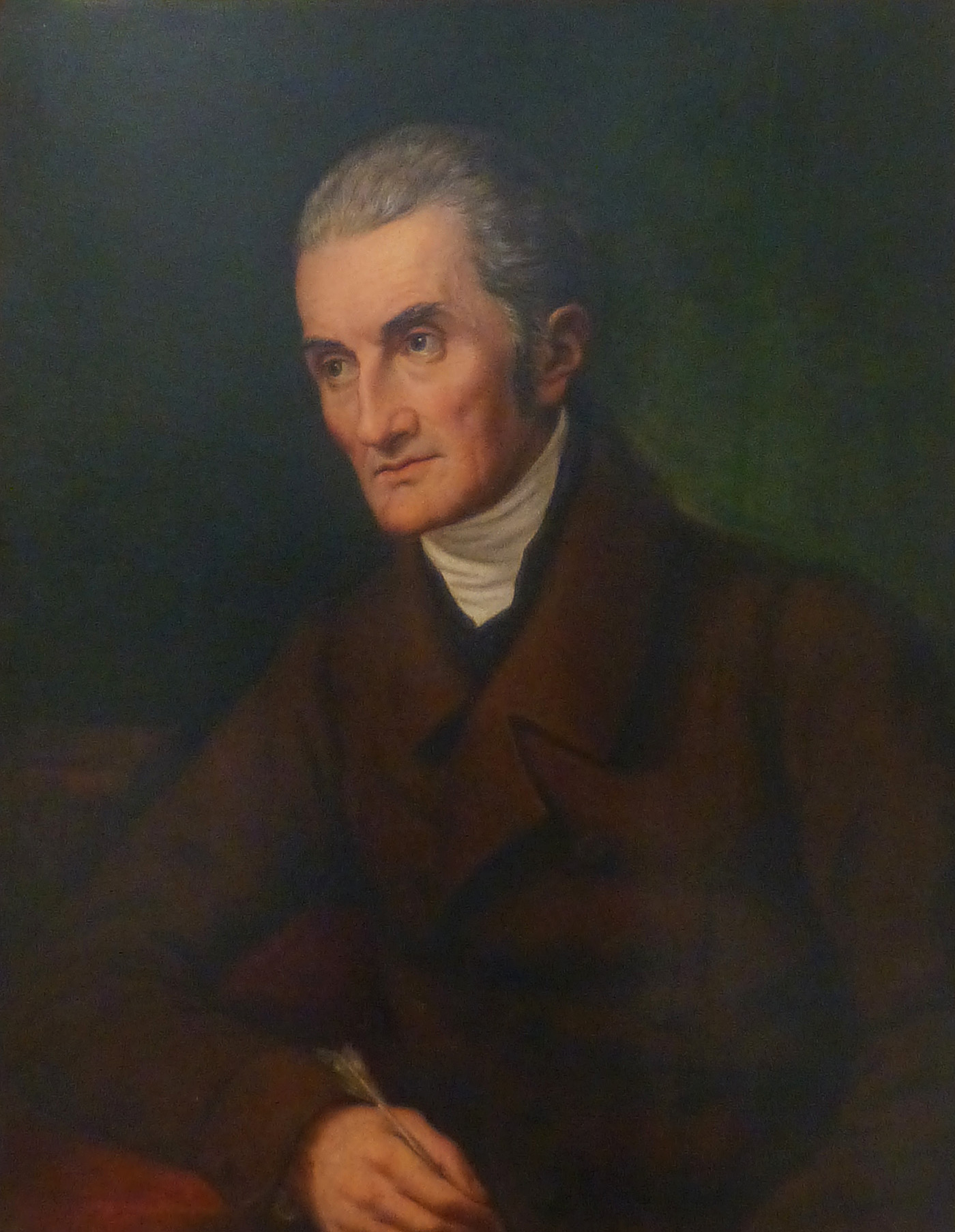
Heinrich Eberhard Gottlob Paulus bei Jakob Roux (Universitätsmuseum, Heidelberg)

Heinrich Eberhard Gottlob Paulus (* 1. September 1761 in Leonberg; † 10. August 1851 in Heidelberg) war ein evangelischer Theologe und Hochschullehrer, der seit 1790 als Hauptvertreter des theologischen Rationalismus gilt. Gleichwohl trat er auch mit einer judenfeindlichen Denkschrift hervor, in der er sich gegen die rechtliche Gleichstellung der Juden wandte.

## Herkunft und Familie
Heinrich Eberhard Gottlob Paulus’ Vater Gottlob Christoph Paulus wurde 1757 Zweiter Pfarrer im schwäbischen Leonberg. Er vermählte sich 1758 mit Maria Christine Köstlin (* 1738), einer Tochter des Tobias Köstlin (1713–1761), der Kameralverwalter in Brackenheim war. Seine Eltern entstammen der Württembergischen Ehrbarkeit und sind Nachkommen des „Württembergischen Luther“, des Reformators Johannes Brenz. Heinrich Eberhard Gottlobs Mutter starb 1767, als er erst sechs Jahre alt war.
Heinrich Paulus' Vater wurde 1771 als Mystiker des Amts enthoben und zog sich mit seinen vier Kindern als Privatier in seine Heimatstadt Markgröningen zurück. Heinrich distanzierte sich früh von der „Geisterseherei“ seines Vaters.
1789 heiratete er seine Cousine Karoline Paulus (* 14. Dezember 1767 in Schorndorf; 11. März 1844 in Heidelberg). Seine Gattin war mit der ebenfalls aus Schorndorf gebürtigen Malerin Ludovike Simanowiz befreundet und machte sich unter dem Pseudonym Eleutheria Holberg durch die Veröffentlichung mehrerer Romane wie Wilhelm Dümond (Lübeck 1805), Adolf und Virginie (Nürnberg 1811), Erzählungen (Heidelberg 1823) etc. einen Namen.
Beider Tochter Sophie (3. September 1791 in Jena – 5. Mai 1847 in Heidelberg) war 1817 für wenige Wochen mit dem Schriftsteller und Philologen August Wilhelm Schlegel verheiratet.

## Akademischer Werdegang
Heinrich Paulus absolvierte die Klosterschulen von Blaubeuren und Bebenhausen. Ab 1777 studierte er Theologie und Philosophie. 1779 wurde er Stipendiat am Tübinger Stift. Er wurde 1781 an der Universität Tübingen zum Magister Phil. und 1784 zum Mag. Theol. promoviert. Nach einem Auslandsaufenthalt heiratete er gegen den Willen seines Vaters am 2. Juni 1789 seine Cousine Karoline Paulus, Tochter des Oberamtmanns Gottlieb Friedrich Paulus in Schorndorf, die er zuvor als dessen Hauslehrer kennengelernt hatte.
Paulus, theologisches Haupt des Rationalismus, widmete sich auf einer wissenschaftlichen Reise durch Deutschland, Holland, England und Frankreich dem Studium der orientalischen Sprachen, wurde 1789 Professor derselben an der Universität Jena und wurde dort 1793 ordentlicher Professor der Theologie. 1795 wurde er dort zum Dr. theol. promoviert.
1803 ging er in gleicher Eigenschaft nach Würzburg und wurde dort im November erster ordentlicher evangelischer Theologieprofessor nach der im Januar 1803 per Edikt erlassenen Religionsfreiheit. 1807 kam er als Schulrat nach Bamberg, 1808 nach Nürnberg. Im gleichen Jahr wurde Paulus auswärtiges Mitglied der Bayerischen Akademie der Wissenschaften. 1810 kam er nach Ansbach und folgte 1811 einem Ruf als Geheimer Kirchenrat und Professor an die Universität Heidelberg.
Seine Hinneigung zu Rationalismus und Aufklärung, die sich besonders in seinen natürlichen Wundererklärungen zeigt, hinderte ihn indes nicht, sich in der Tradition Martin Luthers entschieden judenfeindlich zu betätigen. Auf dem sogenannten Reformlandtag 1831 war er durch die judenfeindliche Denkschrift Die jüdische Nationalabsonderung nach Ursprung, Folgen und Besserungsmitteln, in der er historisch weit zurückgreifend die Unüberwindlichkeit der kulturellen und sittlichen Distanz des Judentums zu Christentum und  deutscher Nationalkultur darzulegen trachtete und vor negativen Konsequenzen der Judenemanzipation warnte, maßgeblich daran beteiligt, die zur Debatte stehende und bereits durch das Badische Judenedikt von 1809 in die Wege geleitete rechtliche Gleichstellung der Juden zu vereiteln. Er war Mitarbeiter beim Rotteck-Welckerschen Staatslexikon. 
Seit 1844 in den Ruhestand versetzt, starb er in Heidelberg am 10. August 1851. Heinrich Eberhard Gottlob Paulus ruht auf dem Heidelberger Bergfriedhof in der sogenannten Professorenreihe der Abteilung D.

## Lehre
Seine theologische Richtung war rationalistisch und bibelkritisch, er suchte in der Lehre Jesu den vernünftigen moralischen Kern, den er gegen die verfälschende Kirchenlehre verteidigte.  Das Reich Gottes sei ein Zustand moralischer Vollkommenheit, Jesus ein Lehrer der Kirche mit besonderem Bezug zu Gott, Glaube sei Lebenspraxis.
Er setzte sich auch für den modernen Rechtsstaat ein, lehnte aber die Gleichstellung der Frauen, der Juden und der Besitzlosen ab.
Er wandte sich besonders gegen die Nachkantianer Schelling, mit dem er in Würzburg im gleichen Gebäude wohnte, und Hegel sowie die Romantiker.

## Wirkung
1831 verlangte der Reformlandtag aufgrund einer Denkschrift von H.E.G. Paulus eine radikale religiöse Reform des Judentums als Voraussetzung jedes weiteren gesetzlichen Zugeständnisses, im Besonderen
- die Verlegung des Sabbaths,
- den Verzicht auf das Hebräische,
- die Aufhebung der Speisegesetze und der Beschneidung als „Zeichen der Nationalabsonderung“ sowie
- eine „Reinigung“ oder Verurteilung des Talmud.[4]

Paulus war der Meinung, man könne Juden nicht gleichberechtigt behandeln und ihnen das volle Bürgerrecht geben, solange das Judentum sich nicht reformiert und seine Absonderung überwunden habe. Er trat für die völlige Assimilierung der Juden als Voraussetzung ihrer Anerkennung ein.
Paulus’ Stellung zum Judentum zeigt die dunkle Seite des Rationalismus, die zur Intoleranz gegenüber dem „Fremden“ wird, wo es unvernünftig erscheint.
Am bekanntesten sind seine Wundererklärungen geworden, die David Friedrich Strauß in seinem Werk Das Leben Jesu, kritisch bearbeitet heftig kritisierte.

## Mitgliedschaften
Heinrich Eberhard Gottlob Paulus war Mitglied der Deutschen Morgenländischen Gesellschaft.

## Schriften (Auswahl)
- Neues Repertorium für biblische und morgenländische Literatur. 3 Bde. Jena 1790–1791.
- Clavis über die Psalmen. 2. Aufl., Heidelberg 1815.
- Philologisch-kritischer und historischer Kommentar über das Neue Testament. 4 Tle. 2. Aufl., Leipzig 1804–1808.
- Sophronizon, oder unparteiische, freimütige Beiträge zur neuern Geschichte, Gesetzgebung und Statistik der Staaten u. Kirchen. Heidelberg 1819–1830.
- Der Denkgläubige, theologische Zeitschrift. Heidelberg 1825–1829.
- Das Leben Jesu. 2 Bde. Heidelberg 1828.
- Die jüdische Nationalabsonderung nach Ursprung, Folgen und Besserungsmitteln. Oder über Pflichten, Rechte und Verordnungen zur Verbesserung der jüdischen Schutzbürgerschaft in Deutschland. Heidelberg 1831.
- Exegetisches Handbuch über die drei ersten Evangelien. Heidelberg 1830–1833, neue Ausgabe 1841–1842.
- Skizzen aus meiner Bildungs- und Lebensgeschichte zum Andenken an mein 50-jähriges Jubiläum. Heidelberg/Leipzig 1839.
- Neuer Sophronizon. 3 Bde. Darmstadt 1841–1842.
- Vorlesungen Schellings über die Offenbarung. Darmstadt 1843.

als Herausgeber
- Sammlung der merkwürdigsten Reisen in den Orient, 7 Bde. Jena 1792–1803.